# South China Bowl 2016
Il South China Bowl 2016 ((ZH)  粤港碗, Yuè gǎng wǎn) è stata la 1ª edizione dell'omonimo torneo di football americano.

## Squadre partecipanti
| Club                   | Città     | Stadio | Sponsor ufficiale | Risultato nella stagione 2015 |
| ---------------------- | --------- | ------ | ----------------- | ----------------------------- |
| Guangzhou Apaches      | Canton    |        |                   |                               |
| Hong Kong Combat Orcas | Hong Kong |        |                   |                               |
| Hong Kong Warhawks     | Hong Kong |        |                   |                               |
| Shenzhen Buffaloes     | Shenzhen  |        |                   |                               |

## Tabellone
|  | Semifinali             | Semifinali             | Semifinali | Semifinali | Semifinali |  |  | I Finale               | I Finale               | I Finale |  |
|  |                        |                        |            |            |            |  |  |                        |                        |          |  |
|  | Guangzhou Apaches      | Guangzhou Apaches      | 48         | 40         | 88         |  |  |                        |                        |          |  |
|  | Shenzhen Buffaloes     | Shenzhen Buffaloes     | 0          | 6          | 6          |  |  | Guangzhou Apaches      | Guangzhou Apaches      | 6        |  |
|  | Hong Kong Warhawks     | Hong Kong Warhawks     | 6          | 18         | 24         |  |  | Hong Kong Combat Orcas | Hong Kong Combat Orcas | 0        |  |
|  | Hong Kong Combat Orcas | Hong Kong Combat Orcas | 20         | 6          | 26         |  |  |                        |                        |          |  |
|  |                        |                        |            |            |            |  |  |                        |                        |          |  |
|  |                        |                        |            |            |            |  |  | Finale 3º posto        |                        |          |  |
|  |                        |                        |            |            |            |  |  |                        |                        |          |  |
|  |                        |                        |            |            |            |  |  | Shenzhen Buffaloes     | Shenzhen Buffaloes     | 6        |  |
|  |                        |                        |            |            |            |  |  | Hong Kong Warhawks     | Hong Kong Warhawks     | 16       |  |

## Incontri

### Semifinali

#### Andata
| 23 aprile 2016 | Guangzhou Apaches | 48 – 0 | Shenzhen Buffaloes |  |

| 23 aprile 2016 | Hong Kong Warhawks | 6 – 20 | Hong Kong Combat Orcas |  |

#### Ritorno
| 14 maggio 2016 | Hong Kong Combat Orcas | 6 – 18 | Hong Kong Warhawks |  |

| 14 maggio 2016 | Shenzhen Buffaloes | 6 – 40 | Guangzhou Apaches |  |

### Finale 3º - 4º posto
| 5 giugno 2016 | Hong Kong Warhawks | 16 – 6 | Shenzhen Buffaloes |  |

### I Finale
| 5 giugno 2016 | Guangzhou Apaches | 6 – 0 | Hong Kong Combat Orcas |  |

## Verdetti
- Guangzhou Apaches Vincitori del South China Bowl 2016